# Große Synagoge (Wolodymyr)

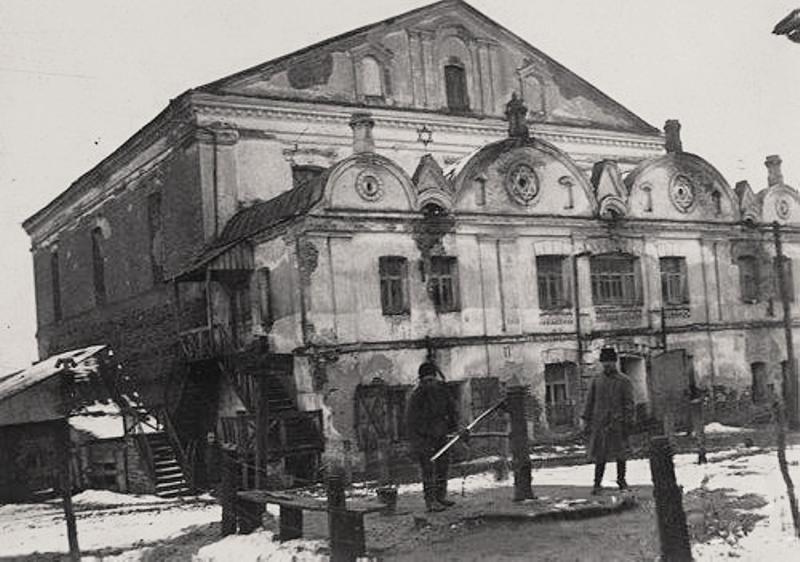
Wolodymyr Große Synagoge

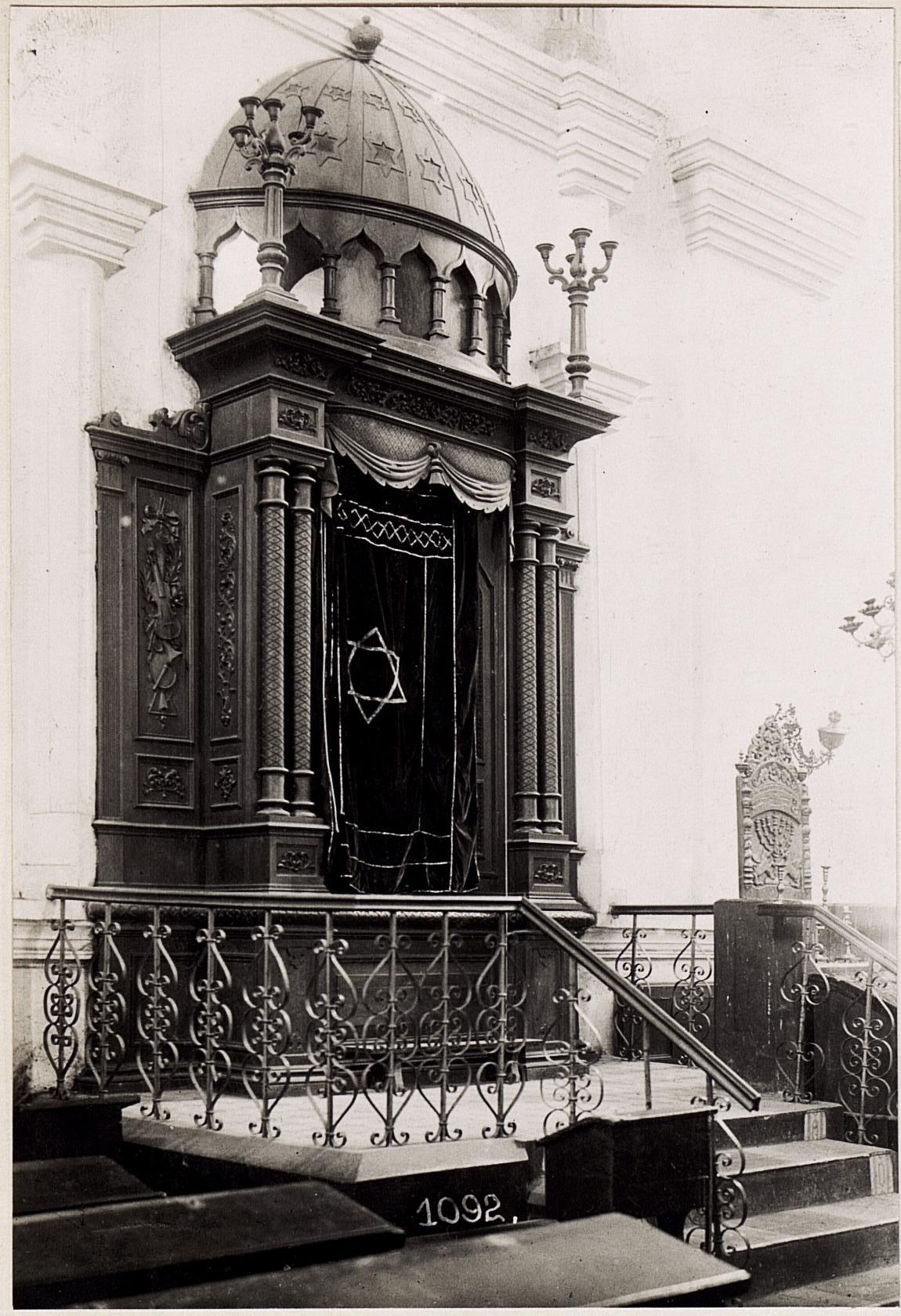
Wolodymyr. Toraschrein der Großen Synagoge

Die Große Synagoge von Wolodymyr in der Oblast Wolyn in der Ukraine wurde mit großer Wahrscheinlichkeit 1801 gebaut. Im Zweiten Weltkrieg wurde sie in Brand gesteckt und die Ruine in den 1950er Jahren abgerissen.

## Geschichte
Die 1801 erbaute Große Synagoge war Ende des 19. Jahrhunderts in einem sehr schlechten Zustand und wurde deshalb 1882 restauriert. Im Mai 1900 richtete ein Feuer große Schäden an. Nach dem Ersten Weltkrieg, als  Wolodymyr zu Polen gehörte, wurden weiter Renovierungen durchgeführt.
Nach dem deutschen Überfall auf die Sowjetunion wurde im September 1942 ein großer Teil der jüdischen Bevölkerung ermordet. Im Rahmen dieser Aktion wurde am Jom Kippur auch die Synagoge in Brand gesteckt.
In den frühen 1950er Jahren wurden die verbleibenden Mauerreste abgerissen und die Steine beim Bau einer nahegelegenen Militäranlage verwendet.

## Architektur
Vorhandene Bilder zeigen die Synagoge als monumentales Bauwerk. Es bestand aus der Haupthalle (dem Gebetsraum der Männer), sowie einstöckigen Anbauten an der Nord- und Südseite. Im Westen, dem Eingangsbereich, gab es in voller Breite des Gebäudes einen zweigeschossigen Anbau, der in dieser Form wahrscheinlich aus den Jahren 1882 oder 1900 stammte.
Die Haupthalle hatte ein Giebeldach. Interessant war die Abdeckung der westlichen Erweiterung; sie bestand aus vier parallelen Halbzylindern, die nach außen hin vier halbkreisförmige Giebel hatten. Zwischen diesen standen dreieckige Pinakel. Sowohl die Giebel als auch die zwei äußeren Pinakel waren mit Davidsternen verziert.
Das Hauptgebäude hatte auf jeder Seite drei hochgelegene, große Fenster; zusammen zwölf, eine Anzahl, die seit dem 17. Jahrhundert im Synagogenbau üblich war. Dazu kamen an der Ostwand noch zwei tiefergelegene Fenster, zwischen denen im Inneren der Toraschrein stand.
Die Männer betraten das Gebäude durch den breiten, zentralen Eingang des Vorraums, während die Frauen über eine äußere Treppe auf der Nordseite ihre Gebetsräume in der zweiten Etage des Anbaus erreichten.
Im Inneren stützen vier Pfeiler die Decke und unterteilten sie dadurch in neun gleich große Felder (9-Felder-Synagoge). Die achteckige Bima stand zwischen diesen Pfeilern in der Mitte der Halle. Sie konnte vom Norden und vom Süden durch einige Stufen betreten werden und war von einer hölzernen Balustrade umgeben.
Der Toraschrein an der Ostwand wurde vermutlich nach 1900 hergestellt. Er hatte eine dreistufige Struktur aus Holz. Auf einem unteren Podest stand der Schrein mit Seitenflügeln, die von Säulen begrenzt waren. Darüber war eine Kuppel, die mit Davidsternen verziert war, und auf deren Spitze eine Krone war.